# تايغر تليماتكس

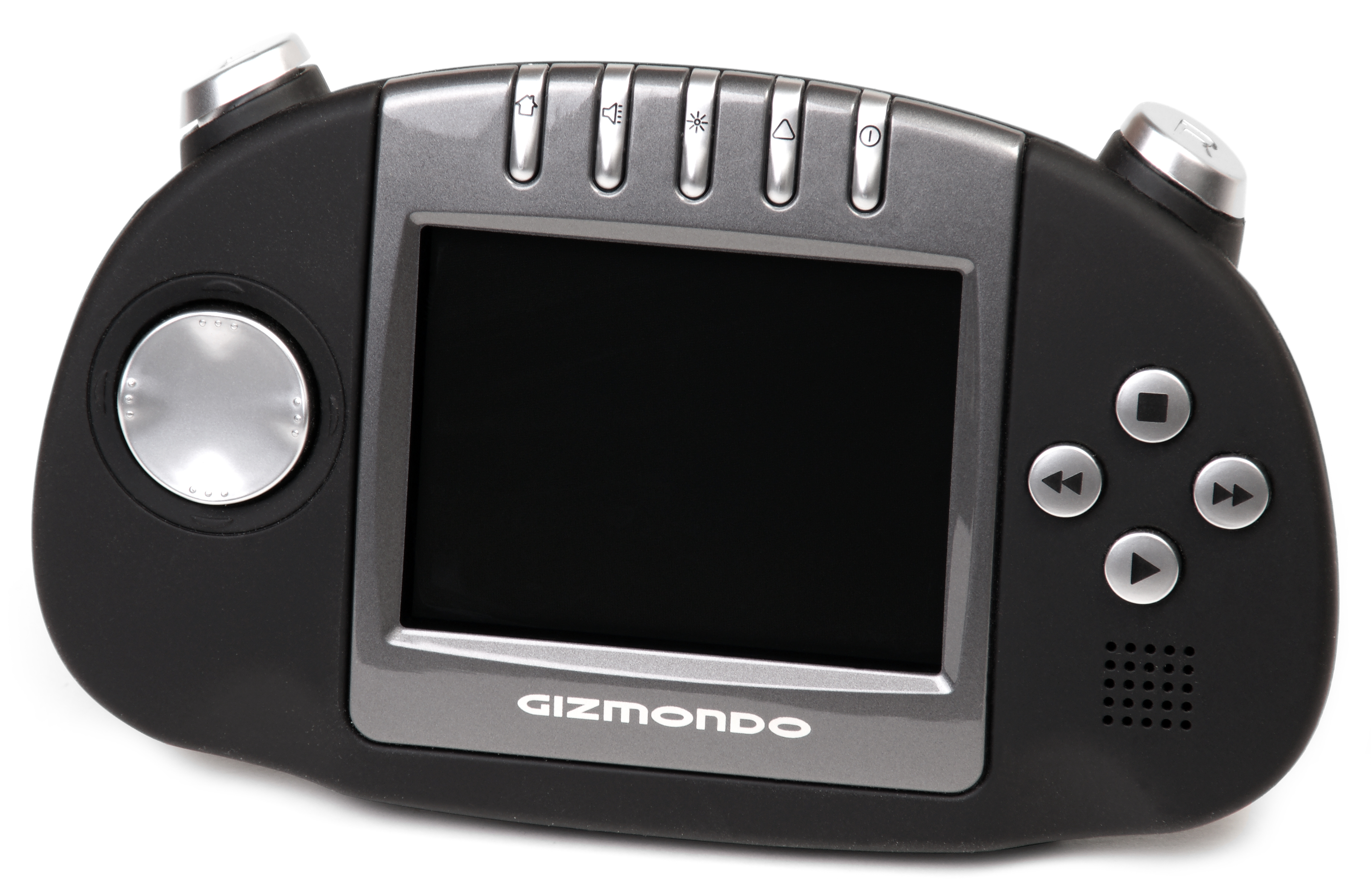
جهاز غيزموندو المحمول

تايغر تليماتكس (بالإنجليزية: Tiger Telematics)، كانت شركة إلكترونيات سويدية، تأسست عام 2000، وأعلنت عن إفلاسها عام 2005 بسبب الخسائر الكبيرة التي كبدتها جراء صناعة جهاز غيزموندو، والتي باعته بأكثر من 25 ألف وحدة محمولة.